# Ingerenz
Ingerenz (lateinisch ingerere „sich einmischen“) ist ein terminus technicus des Strafrechts und bezeichnet gefährdendes Vorverhalten im Kontext des rechtlichen Instituts der Garantenstellung. Ist dieses Vorverhalten objektiv pflichtwidrig, so wird der Gefährder (nach herrschender Meinung) Garant des Gefährdeten. Diese Stellung begründet eine besondere Rechtspflicht (sog. Garantenpflicht)  gegenüber dem Gefährdeten: Der Gefährder muss dafür einstehen, dass sich das geschaffene Risiko der Rechtsgutsverletzung nicht realisiert. Kommt er dieser Pflicht nicht nach, kann dies gem. § 13 StGB zur Strafbarkeit wegen eines unechten Unterlassungsdelikts führen.

## Anforderungen an die Garantenstellung aus Ingerenz

### Qualität des vorausgegangenen Verhaltens
Eine Mindermeinung in der Literatur geht davon aus, dass das Vorverhalten nur riskant sein muss und zur Strafbarkeit führt, auch wenn es erlaubt ist. Weil diese Ansicht jedoch schon die bloße Risikosetzung unter Strafe stellt, wird sie größtenteils abgelehnt.
Nach herrschender Meinung muss das vorausgegangene gefährliche Tun ein unerlaubtes Risiko schaffen bzw. rechtswidrig sein, um eine Garantenstellung aus Ingerenz zu begründen. So macht sich ein Gastwirt für die Folgen des Alkoholausschanks an erkennbar Betrunkene strafbar, § 20 Gaststättengesetz (GastG). Wer sich hingegen zulässig in Notwehr eines Angriffs erwehrt, wird nicht zum Garanten des Angreifers.

### Kausalzusammenhang
Zur Strafbarkeit führt die Ingerenz jedoch nur, wenn sich die rechtswidrig gesetzte Gefahr auch tatsächlich verwirklicht und der Täter dies mit an Sicherheit grenzender Wahrscheinlichkeit hätte verhindern können, wenn er gehandelt hätte. Eine Mindermeinung lässt in entsprechender Anwendung der Risikoerhöhungslehre bereits die Möglichkeit, die Gefahr abzuwenden oder zu vermindern, ausreichen. Weil damit die Erfolgsdelikte in reine Gefährdungsdelikte umgedeutet würden, lehnt die h. M. diese Ansicht ab.

## Beispiel
Auf dem Heimweg nachts um 3 Uhr wird A von B, der mit einem Messer bewaffnet ist und ihm seine Wertgegenstände wegnehmen will, überfallen. A gelingt es, den B mit einem herumliegenden Stein niederzuschlagen. Anschließend lässt er den am Kopf schwer verletzten B liegen, ohne sich um medizinische Hilfe zu kümmern. Wenig später kommt C vorbei, der die Schwere der Verletzung erkennt; er bemüht sich jedoch ebenfalls nicht um Hilfe. B stirbt, hätte aber bei sofortiger Hilfe durch A oder C gerettet werden können.
A hat mit seiner Notwehrhandlung den B zwar verletzt, was jedoch durch den rechtswidrigen Angriff des B herausgefordert und ausgelöst worden war. Den A mit der Garantenstellung für den B zu belasten, widerspräche dem Sinn des Notwehrrechts. Ein durch Unterlassen begangenes Tötungsdelikt gem. § 212 StGB in Verbindung mit § 13 StGB scheidet somit aus.
C hat für den B schon keine Gefahr gesetzt, die sich im Tod des B hätte realisieren können. Ein durch Unterlassen begangenes Tötungsdelikt scheidet somit auch hier aus.
Der durch § 323c Abs. 1 StGB strafbewehrte allgemeine Anspruch auf Hilfeleistung des B greift jedoch auch dann, wenn der Betroffene die Notlage selbst hervorgerufen hat. Sowohl A als auch C könnten sich daher wegen unterlassener Hilfeleistung zum Nachteil des B strafbar gemacht haben.